# 金之俊
金之俊（1593年—1670年），字彦章，號豈凡，又号息斋。浙江嘉兴府嘉兴县籍南直隸吳江縣八都（今苏州市吴江区）人，明末清初政治人物。明萬曆末年以進士入仕，累官兵部侍郎。明亡降李自成，隨即降清，順治年間歷任工部、吏部尚書，官至秘書院大學士，加太傅。

## 生平

### 初仕
萬曆四十六年（1618年），金之俊舉戊午科浙江鄉試第二十七名，萬曆四十七年（1619年）聯捷己未科進士，通政司觀政，除中書舍人，天啓元年同考順天鄉試。魏忠賢勢大，請求調往南京，天啓五年任南禮部主事，六年升郎中，七年出知順德府，崇祯三年升湖廣按察司副使，六年升江西右参政，保留湖東道，七年升四川按察使，本年降调，丁憂歸。崇祯十四年（1641年）分巡南昌兵备道。累官僉都御史，廵撫京畿，專理屯務。崇禎末，擢兵部右侍郎。

### 鼎革
明亡後降李自成，任兵政府侍郎。清兵入關又降，仍任原官。為多爾袞出謀劃策，以安撫為主，疏請減免京畿田租以收買民心。又獻策十不從──“十不從”，有：“男從女不從”、“ 生從死不從”、“倡從優伶不從”、“仕宦從而婚姻不從”等。皆得到採納。不久保薦丁魁楚、丁啟睿、線國安、房可壯、左懋泰、郝絅等。
順治二年（1645年），京師米貴，金之俊疏言：「大兵直取江南，應令漕督及巡漕御史赴任。金陵底定，舉行漕政。」促使清廷迅速重開漕運。同年，調任吏部侍郎。順治三年（1646年），疏請酌定進士銓選制度。順治五年（1648年），擢工部尚書。次年乞假歸，加太子太保。順治七年還朝。八年，調兵部尚書，加少保兼太子太保。順治十年（1653年），調左都御史。不久，遷吏部尚書，授國史院大學士。
順治十五年（1658年），改中和殿大學士，兼吏部尚書。順治十六年(1659)，朝廷下詔，為明崇禎帝立碑，命金之俊撰文，立于明思陵前。不久加太保兼太子太師，復乞假歸。順治十七年（1660年）加太傅。董鄂妃崩，奉旨纂有《孝獻莊和至德宣仁溫惠端敬皇后傳》。 十八年（1661年），改秘書院大學士。

### 晚年
康熙元年（1662年），金之俊告老還鄉。歸田後，屢受當地的土豪劣紳施商餘（高陽《清朝的皇帝》作施商雨）設計陷害，施商餘散布「匿名帖」攻擊之俊，語多不堪，朝廷檢驗以後，除去金之俊太傅銜，金之俊銜恨而患有膈症臥病，康熙九年（1670年）卒，諡文通。

## 家族
曾祖金鼎和，监生。祖父金敬成，监生。嗣祖父金砺成，监生。生父金志孝，监生。母茅氏。外祖父茅坤，古文家。其次子金跂宋之子金相戊娶宋德宜第三女。

## 轶事
金之俊歷仕三朝，聲名不佳。時人又諷：“從明從賊又從清，三朝元老大忠臣”。勸降左懋第時，問其「先生何不知興廢！」，左懋第反唇相譏：「汝何不知羞恥！」。

## 著作
《金文通公集》